# カール・シューマン
カール・シューマン(Carl Schuhmann、1869年5月12日 - 1946年3月24日)は、ドイツのミュンスター出身のスポーツ選手。1896年のアテネオリンピックに出場し、レスリングと体操競技で金メダルを獲得した。
体操競技には男子団体のうちの一人として競技に参加し、鉄棒と平行棒で金メダルを獲得した。また、個人でも種目別跳馬に参加し、金メダルを獲得した。他にも平行棒、鉄棒、あん馬、つり輪などの種目に参加したが、メダル獲得はならなかった。メダル獲得のならなかった種目ではつり輪で5位になった。
レスリング競技ではほかの参加者に比べてシューマンの体重は軽く身長も低かったものの、金メダルを獲得した。1回戦の相手は重量挙げ競技で金メダルを獲得した強敵のローンセストン・エリオットだったが、勝利を収めた。準決勝となる試合はドイツの選手に不戦勝で決勝に進んだ。決勝の相手はギリシャのゲオルギオス・テシタスで、試合は40分を超す長い試合となり、決着がつく前に辺りが暗くなってきたために次の日に延期された。翌朝、シューマンは開始後すぐに勝利し、金メダルを獲得した。
他にも、重量挙げ、走り幅跳び、砲丸投げに参加したもののメダルを獲得することはできなかった。